# Narella alvinae
Narella alvinae är en korallart som beskrevs av Stephen D. Cairns och Bayer 2003. Narella alvinae ingår i släktet Narella och familjen Primnoidae. Inga underarter finns listade i Catalogue of Life.